# Muntanya dels Pils
La Muntanya dels Pils és una serra situada entre els municipis d'Espolla i de Rabós a la comarca de l'Alt Empordà, amb una elevació màxima de 412 metres.